# كامل إبراهيم (خطاط)
كامل إبراهيم (2 أبريل 1925م - 2 يناير 2002م) خطاط مصري من مدينة الإسكندرية، وأستاذ الخط وتاريخه بكلية الفنون الجميلة، والمدير الأسبق لمدرسة محمد إبراهيم للخط العربي بالإسكندرية. وهو الشقيق الأصغر للخطاط الشهير محمد إبراهيم.

## حياته ودراسته
ولد الأستاذ كامل إبراهيم في مدينة الإسكندرية، وتتلمذ على يد أخيه الخطاط محمد إبراهيم ومشاهير أساتذة الخط العربي في مصر وقتها، وتخرج في مدرسة تحسين الخطوط عام1941 فهو من خريجي الدفعة الاولى لمدرسة تحسين الخطوط العربية بالإسكندرية ليعمل من بعدها مباشرة  بالتدريس ومساعدة شقيقه في إدارة شؤون المدرسة. وقد تولى إدارة المدرسة منذ وفاة شقيقه عام 1970 وقام بتغيير اسمها لتصبح مدرسة محمد إبراهيم للخط العربي، وأسس فيها قسم التخصص في الخط والتذهيب عام 1978. عمل خبيرًا بالخطوط في المحاكم، وأستاذًا لمادة الخط العربي وتاريخه بكلية الفنون الجميلة. كما أسس جمعية محمد إبراهيم للخط العربي وكان أول رئيس لها.

## أعماله
تزخر مدينة الإسكندرية بأعمال كامل إبراهيم الخطية، فبالإضافة لأعماله التي أهداها لمكتبة الإسكندرية قبل وفاته هناك الكثير من الأعمال الخطية التي كتبها بمختلف أحياء الإسكندرية مثل لافتة المجلس الأعلى للشئون الإسلامية، ولافتة قسم التصميمات المطبوعة بكلية الفنون، بالإضافة لأغلفة الكتب، ولوحات الأقوال المأثورة، والشواهد الرخامية، وغيرها من الأعمال الخطية. وقد أقام عدة معارض لأعماله في مصر والعديد من البلدان العربية، مثل معرضه بتونس وبالأكاديمية المصرية في روما، والمعرض القومي الأول للخط العربي عام 2000م. لكن للأسف الشديد ليس هناك حصر دقيق لأعماله على كثرتها.

## وفاته
توفى الأستاذ كامل إبراهيم يوم 18 شوال 1422هـ الموافق 2 يناير عام 2002م عن عمر يناهز 77 سنة، قبل أن يحقق حلمه بإعادة مدرسة محمد إبراهيم إلى مقرها الأصلي بالمنشية بعد أن تم نقلها لإحدى مدارس وزارة التربية والتعليم. وقد تلقى قبل وفاته العديد من التكريمات من داخل وخارج مصر.